# Rubus crassidens
Rubus crassidens är en rosväxtart som beskrevs av Heinrich E. Weber. Rubus crassidens ingår i släktet rubusar, och familjen rosväxter. Inga underarter finns listade i Catalogue of Life.